# Jorge Garcia (attore)
Jorge García Meza Carta (Omaha, 28 aprile 1973) è un attore statunitense di origine cilena e cubana, noto soprattutto per aver interpretato Hugo Reyes nella serie televisiva Lost.

## Biografia
Jorge García nasce a Omaha in Nebraska da Dora Mesa, una professoressa di origini cubane e Humberto Garcia, un medico cileno. È cresciuto nella California del Sud ed ha frequentato la San Clemente High School di San Clemente.
Terminato il college entra a far parte del Beverly Hills Playhouse e ciò segna l'inizio della sua carriera. In teatro è apparso in varie produzioni: The Midnight Zone, Something Borrowed Something Blue, Tales from the Crapper, Romancing Valentino, Fiddler on the Roof, Hurlyburly e Guys and Dolls.
Le commedie sono la vera passione di Jorge (ha fatto parte della Laugh Factory e del Comedy Store a Los Angeles).
Adora cantare, è un esperto di rock e fin dal liceo ha lavorato in negozi di dischi, cosa che gli ha consentito di mettere da parte una collezione enorme di CD.
Dal 2004 al 2010 ha interpretato il ruolo di Hugo "Hurley" Reyes nella serie Lost.
Presta il volto alla copertina dell'album Hurley della band Weezer, pubblicato nel 2010.
Nel 2011 ha partecipato a tre episodi della serie di breve durata Mr. Sunshine con protagonista Matthew Perry.
Nel 2010 è inoltre entrato a far parte del cast ufficiale della serie televisiva Alcatraz, che è in onda su Fox a partire da gennaio 2012 per una stagione. La serie è stata però cancellata il 9 maggio 2012 per lo scarso successo.

## Filmografia

### Cinema
- Raven's Ridge, regia di Mike Upton (1997)
- Tomorrow by Midnight, regia di Rolfe Kanefsky (1999)
- King of the Open Mics (2000)
- The Slow and the Cautious, regia di Jeff Morris (2002)
- Tales from the Crapper, regia di Gabriel Friedman, Chad Ferrin, Dave Paiko, Brian Spitz e Lloyd Kaufman (2004)
- Happily Even After, regia di Unsu Lee (2004)
- Our Time Is Up, regia di Rob Pearlstein (2004)
- The Good Humor Man, regia di Tenney Fairchild (2005)
- Little Athens, regia di Tom Zuber (2005)
- Conciati per le feste (Deck the Halls), regia di John Whitesell (2006)
- Sweetzer, regia di Wayne Reynolds (2007)
- Maktub, regia di Paco Arango (2011)
- Cooties, regia di Jonathan Milott e Cary Murnion (2014)
- The Wedding Ringer - Un testimone in affitto (The Wedding Ringer), regia di Jeremy Garelick (2015)
- The Ridiculous 6, regia di Frank Coraci (2015)
- Quello che veramente importa (The Healer), regia di Paco Arango (2017)
- La Missy sbagliata (The Wrong Missy), regia di Tyler Spindel (2020)
- Nessuno sa che io sono qui (Nadie Sabe Que Estoy Aquí), regia di Gaspar Antillo (2020)
- The Munsters, regia di Rob Zombie (2022)

### Televisione
- Spin City – serie TV, episodio 6x01 (2001)
- Big Shot: Confessions of a Campus Bookie, regia di Ernest R. Dickerson – film TV (2002)
- Old School, regia di John Whitesell – film TV (2003)
- Colombo (Columbo) – serie TV, episodio 10x14 (2003)
- Rock Me, Baby – serie TV, episodio 1x03 (2003)
- Becker – serie TV, 13 episodi (2003-2004)
- Curb Your Enthusiasm – serie TV, episodio 4x06 (2004)
- Lost – serie TV, 108 episodi (2004-2010) – Hugo Reyes
- Higglytown Heroes - Quattro piccoli eroi (Higglytown Heroes) – serie TV, episodio 2x08 (2005)
- Lost: Missing Pieces – serie TV, 3 episodi (2007-2008)
- How I Met Your Mother – serie TV, episodi 6x10-9x21 (2010, 2014)
- Mr. Sunshine – serie TV, episodi 1x01-1x04-1x08 (2011)
- Fringe – serie TV, episodio 3x16 (2011)
- Alcatraz – serie TV, 13 episodi (2012)
- C'era una volta (Once Upon a Time) – serie TV, episodi 2x06-2x13-2x19 (2012-2013)
- Californication – serie TV, episodi 6x05-6x09 (2013)
- Hawaii Five-0 – serie TV, 130 episodi (2013-2019)

### Doppiaggio
- Hitman: Blood Money (2005) – voce di Alvaro D'Alvade
- Rock Dog, regia di Ash Brannon (2016)

## Doppiatori italiani
Nelle versioni in italiano delle opere in cui ha recitato, Jorge Garcia è stato doppiato da:
- Corrado Conforti in Lost, Fringe, Alcatraz, Californication, Hawaii Five-0, La Missy sbagliata, MacGyver
- Vittorio De Angelis in The Wedding Ringer - Un testimone in affitto
- Francesco Meoni in C'era una volta
- Gianluca Iacono in Becker
- Paolo De Santis in How I Met Your Mother

Da doppiatore è sostituito da:
- Fabrizio Russotto in Rock Dog